# احجاوج (الدمنة)
احجاوج هو دُوَّار يقع بجماعة واد المخازن، إقليم القنيطرة، جهة الرباط سلا القنيطرة في المملكة المغربية. ينتمي الدوّار لمشيخة الدمنة التي تضم 12 دوار. يقدر عدد سكانه بـ 392 نسمة حسب الإحصاء الرسمي للسكان والسكنى لسنة 2004.

## روابط خارجية
- البوابة الوطنية للجماعات الترابية
- المندوبية السامية للتخطيط